# Nip/Tuck – Schönheit hat ihren Preis/Episodenliste

Logo zur Serie

Diese Episodenliste enthält alle Episoden der US-amerikanischen Fernsehserie Nip/Tuck – Schönheit hat ihren Preis, sortiert nach der US-amerikanischen Erstausstrahlung. Zwischen 2003 und 2010 entstanden in 6 Staffeln 100 Episoden mit einer Länge von jeweils etwa 45 Minuten.

## Übersicht
| Staffel | Episodenanzahl | Erstausstrahlung USA | Erstausstrahlung USA | Deutschsprachige Erstausstrahlung | Deutschsprachige Erstausstrahlung |
| Staffel | Episodenanzahl | Staffelpremiere      | Staffelfinale        | Staffelpremiere                   | Staffelfinale                     |
| ------- | -------------- | -------------------- | -------------------- | --------------------------------- | --------------------------------- |
| 1       | 13             | 22. Juli 2003        | 21. Oktober 2003     | 5. September 2004                 | 28. November 2004                 |
| 2       | 16             | 22. Juni 2004        | 5. Oktober 2004      | 2. März 2005                      | 15. Juni 2005                     |
| 3       | 15             | 20. September 2005   | 20. Dezember 2005    | 13. April 2006                    | 20. Juli 2006                     |
| 4       | 15             | 5. September 2006    | 12. Dezember 2006    | 17. April 2007                    | 24. Juli 2007                     |
| 5       | 22             | 30. Oktober 2007     | 3. März 2009         | 5. März 2008                      | 31. August 2009                   |
| 6       | 19             | 14. Oktober 2009     | 3. März 2010         | 16. August 2010                   | 11. Oktober 2010                  |

## Staffel 1
Die Erstausstrahlung der ersten Staffel war vom 22. Juli bis zum 21. Oktober 2003 auf dem US-amerikanischen Kabelsender FX zu sehen. Die deutschsprachige Erstausstrahlung sendete der deutsch-österreichische Pay-TV-Sender Premiere vom 5. September bis zum 28. November 2004.
| Nr. (ges.) | Nr. (St.) | Deutscher Titel           | Originaltitel         | Erstausstrahlung USA | Deutschsprachige Erstausstrahlung (D/A) | Regie             | Drehbuch                     |
| ---------- | --------- | ------------------------- | --------------------- | -------------------- | --------------------------------------- | ----------------- | ---------------------------- |
| 1          | 1         | McNamara / Troy (Pilot)   | Pilot                 | 22. Juli 2003        | 5. Sep. 2004                            | Ryan Murphy       | Ryan Murphy                  |
| 2          | 2         | Mandi/Randi               | Mandi/Randi           | 29. Juli 2003        | 12. Sep. 2004                           | Ryan Murphy       | Ryan Murphy                  |
| 3          | 3         | Nanette Babcock           | Nanette Babcock       | 5. Aug. 2003         | 19. Sep. 2004                           | Lawrence Trilling | Ryan Murphy                  |
| 4          | 4         | Sofia Lopez               | Sofia Lopez           | 12. Aug. 2003        | 26. Sep. 2004                           | Michael M. Robin  | Sean Jablonski               |
| 5          | 5         | Kurt Dempsey              | Kurt Dempsey          | 19. Aug. 2003        | 3. Okt. 2004                            | Elodie Keene      | Lyn Greene & Richard Levine  |
| 6          | 6         | Megan O'Hara              | Megan O'Hara          | 2. Sep. 2003         | 10. Okt. 2004                           | Craig Zisk        | Jennifer Salt                |
| 7          | 7         | Cliff Mantegna            | Cliff Mantegna        | 9. Sep. 2003         | 17. Okt. 2004                           | Scott Brazil      | Brad Falchuk                 |
| 8          | 8         | Cara Fitzgerald           | Cara Fitzgerald       | 16. Sep. 2003        | 24. Okt. 2004                           | Jamie Babbit      | Ryan Murphy                  |
| 9          | 9         | Sofia Lopez II            | Sofia Lopez II        | 23. Sep. 2003        | 31. Okt. 2004                           | Nelson McCormick  | Sean Jablonski               |
| 10         | 10        | Adelle Coffin             | Adelle Coffin         | 30. Sep. 2003        | 7. Nov. 2004                            | Michael M. Robin  | Dell Chandler & Ryan Murphy  |
| 11         | 11        | Montana / Sassy / Justice | Montana/Sassy/Justice | 7. Okt. 2003         | 14. Nov. 2004                           | Michael M. Robin  | Lyn Greene & Richard Levine  |
| 12         | 12        | Antonia Ramos             | Antonia Ramos         | 14. Okt. 2003        | 21. Nov. 2004                           | Elodie Keene      | Jennifer Salt & Brad Falchuk |
| 13         | 13        | Escobar Gallardo          | Escobar Gallardo      | 21. Okt. 2003        | 28. Nov. 2004                           | Ryan Murphy       | Ryan Murphy                  |

## Staffel 2
Die Erstausstrahlung der zweiten Staffel war vom 22. Juni bis zum 5. Oktober 2004 auf dem US-amerikanischen Kabelsender FX zu sehen. Die deutschsprachige Erstausstrahlung sendete der deutsch-österreichische Pay-TV-Sender Premiere vom 3. März bis zum 15. Juni 2005.
| Nr. (ges.) | Nr. (St.) | Deutscher Titel        | Originaltitel            | Erstausstrahlung USA | Deutschsprachige Erstausstrahlung (D/A) | Regie            | Drehbuch                       |
| ---------- | --------- | ---------------------- | ------------------------ | -------------------- | --------------------------------------- | ---------------- | ------------------------------ |
| 14         | 1         | Erica Noughton         | Erica Noughton           | 22. Juni 2004        | 2. März 2005                            | Ryan Murphy      | Ryan Murphy                    |
| 15         | 2         | Christian Troy         | Christian Troy           | 29. Juni 2004        | 9. März 2005                            | Jamie Babbit     | Sean Jablonski                 |
| 16         | 3         | Manya Mabika           | Manya Mabika             | 6. Juli 2004         | 16. März 2005                           | Elodie Keene     | Lyn Greene & Richard Levine    |
| 17         | 4         | Mrs. Grubman           | Mrs. Grubman             | 13. Juli 2004        | 23. März 2005                           | Jamie Babbit     | Jennifer Salt                  |
| 18         | 5         | Joel Gideon            | Joel Gideon              | 20. Juli 2004        | 30. März 2005                           | Nelson McCormick | Brad Falchuk                   |
| 19         | 6         | Bobbi Broderick        | Bobbi Broderick          | 27. Juli 2004        | 6. Apr. 2005                            | Michael M. Robin | Lyn Greene & Richard Levine    |
| 20         | 7         | Naomi Gaines           | Naomi Gaines             | 3. Aug. 2004         | 13. Apr. 2005                           | Craig Zisk       | Sean Jablonski                 |
| 21         | 8         | Agatha Ripp            | Agatha Ripp              | 10. Aug. 2004        | 20. Apr. 2005                           | Michael M. Robin | Ryan Murphy                    |
| 22         | 9         | Rose & Raven Rosenberg | Rose and Raven Rosenberg | 17. Aug. 2004        | 27. Apr. 2005                           | Elodie Keene     | Ryan Murphy & Brad Falchuk     |
| 23         | 10        | Kimber Henry           | Kimber Henry             | 24. Aug. 2004        | 4. Mai 2005                             | Nelson McCormick | Jennifer Salt                  |
| 24         | 11        | Natasha Charles        | Natasha Charles          | 31. Aug. 2004        | 11. Mai 2005                            | Greer Shephard   | Lyn Greene & Richard Levine    |
| 25         | 12        | Julia McNamara         | Julia McNamara           | 7. Sep. 2004         | 18. Mai 2005                            | Michael M. Robin | Ryan Murphy & Brad Falchuk     |
| 26         | 13        | Oona Wentworth         | Oona Wentworth           | 14. Sep. 2004        | 25. Mai 2005                            | Scott Brazil     | Sean Jablonski & Jennifer Salt |
| 27         | 14        | Trudy Nye              | Trudy Nye                | 21. Sep. 2004        | 1. Juni 2005                            | Elodie Keene     | Hank Chilton                   |
| 28         | 15        | Sean McNamara          | Sean McNamara            | 28. Sep. 2004        | 8. Juni 2005                            | Michael M. Robin | Brad Falchuk                   |
| 29         | 16        | Joan Rivers            | Joan Rivers              | 5. Okt. 2004         | 15. Juni 2005                           | Ryan Murphy      | Ryan Murphy                    |

## Staffel 3
Die Erstausstrahlung der dritten Staffel war vom 20. September bis zum 20. Dezember 2005 auf dem US-amerikanischen Kabelsender FX zu sehen. Die deutschsprachige Erstausstrahlung sendete der deutsch-österreichische Pay-TV-Sender Premiere vom 13. April bis zum 20. Juli 2006.
| Nr. (ges.) | Nr. (St.) | Deutscher Titel | Originaltitel        | Erstausstrahlung USA | Deutschsprachige Erstausstrahlung (D/A) | Regie            | Drehbuch                       |
| ---------- | --------- | --------------- | -------------------- | -------------------- | --------------------------------------- | ---------------- | ------------------------------ |
| 30         | 1         | Momma Boone     | Momma Boone          | 20. Sep. 2005        | 13. Apr. 2006                           | Elodie Keene     | Ryan Murphy                    |
| 31         | 2         | Kiki            | Kiki                 | 27. Sep. 2005        | 20. Apr. 2006                           | Elodie Keene     | Lyn Greene & Richard Levine    |
| 32         | 3         | Derek/Alex/Gary | Derek, Alex and Gary | 4. Okt. 2005         | 27. Apr. 2006                           | Craig Zisk       | Brad Falchuk                   |
| 33         | 4         | Rhea Reynolds   | Rhea Reynolds        | 11. Okt. 2005        | 4. Mai 2006                             | Greer Shephard   | Jennifer Salt                  |
| 34         | 5         | Granville Trapp | Granville Trapp      | 18. Okt. 2005        | 11. Mai 2006                            | Jeremy Podeswa   | Sean Jablonski                 |
| 35         | 6         | Frankenlaura    | Frankenlaura         | 25. Okt. 2005        | 18. Mai 2006                            | Michael M. Robin | Hank Chilton                   |
| 36         | 7         | Ben White       | Ben White            | 1. Nov. 2005         | 25. Mai 2006                            | Jeremy Podeswa   | Lyn Greene & Richard Levine    |
| 37         | 8         | Tommy Bolton    | Tommy Bolton         | 8. Nov. 2005         | 1. Juni 2006                            | Guy Ferland      | Brad Falchuk                   |
| 38         | 9         | Hannah Tedesco  | Hannah Tedesco       | 15. Nov. 2005        | 8. Juni 2006                            | Michael M. Robin | Sean Jablonski                 |
| 39         | 10        | Madison Berg    | Madison Berg         | 22. Nov. 2005        | 15. Juni 2006                           | Greg Yaitanes    | Jennifer Salt                  |
| 40         | 11        | Abby Mays       | Abby Mays            | 29. Nov. 2005        | 22. Juni 2006                           | Michael M. Robin | Hank Chilton                   |
| 41         | 12        | Sal Perri       | Sal Perri            | 6. Dez. 2005         | 29. Juni 2006                           | David Nutter     | Lyn Greene & Richard Levine    |
| 42         | 13        | Joy Kringle     | Joy Kringle          | 13. Dez. 2005        | 6. Juli 2006                            | Greer Shephard   | Sean Jablonski & Jennifer Salt |
| 43         | 14        | Cherry Peck     | Cherry Peck          | 20. Dez. 2005        | 13. Juli 2006                           | Craig Zisk       | Brad Falchuk & Hank Chilton    |
| 44         | 15        | Quentin Costa   | Quentin Costa        | 20. Dez. 2005        | 20. Juli 2006                           | Ryan Murphy      | Ryan Murphy                    |

## Staffel 4
Die Erstausstrahlung der vierten Staffel war vom 5. September bis zum 12. Dezember 2006 auf dem US-amerikanischen Kabelsender FX zu sehen. Die deutschsprachige Erstausstrahlung sendete der deutsch-österreichische Pay-TV-Sender Premiere vom 17. April bis zum 24. Juli 2007.
| Nr. (ges.) | Nr. (St.) | Deutscher Titel        | Originaltitel        | Erstausstrahlung USA | Deutschsprachige Erstausstrahlung (D/A) | Regie            | Drehbuch                      |
| ---------- | --------- | ---------------------- | -------------------- | -------------------- | --------------------------------------- | ---------------- | ----------------------------- |
| 45         | 1         | Cindy Plumb            | Cindy Plumb          | 5. Sep. 2006         | 17. Apr. 2007                           | Ryan Murphy      | Ryan Murphy                   |
| 46         | 2         | Blu Mondae             | Blu Mondae           | 12. Sep. 2006        | 24. Apr. 2007                           | Michael M. Robin | Lyn Greene & Richard Levine   |
| 47         | 3         | Monica Wilder          | Monica Wilder        | 19. Sep. 2006        | 1. Mai 2007                             | Elodie Keene     | Brad Falchuk                  |
| 48         | 4         | Shari Noble            | Shari Noble          | 26. Sep. 2006        | 9. Mai 2007                             | Nelson McCormick | Jennifer Salt                 |
| 49         | 5         | Dawn Budge             | Dawn Budge           | 3. Okt. 2006         | 15. Mai 2007                            | Elodie Keene     | Hank Chilton                  |
| 50         | 6         | Faith Wolper, PhD      | Faith Wolper, Ph.D   | 10. Okt. 2006        | 22. Mai 2007                            | Sean Jablonski   | Sean Jablonski                |
| 51         | 7         | Burt Landau            | Burt Landau          | 17. Okt. 2006        | 29. Mai 2007                            | Charles Haid     | Brad Falchuk                  |
| 52         | 8         | Conor McNamara         | Conor McNamara       | 24. Okt. 2006        | 5. Juni 2007                            | Patrick McKee    | Jennifer Salt & Hank Chilton  |
| 53         | 9         | Liz Cruz               | Liz Cruz             | 31. Okt. 2006        | 12. Juni 2007                           | Richard Levine   | Lyn Greene & Richard Levine   |
| 54         | 10        | Merrill Bobolit        | Merrill Bobolit      | 7. Nov. 2006         | 19. Juni 2007                           | Charles Haid     | Sean Jablonski & Brad Falchuk |
| 55         | 11        | Conor McNamara, 2026   | Conor McNamara, 2026 | 14. Nov. 2006        | 26. Juni 2007                           | Craig Zisk       | Ryan Murphy                   |
| 56         | 12        | Diana Lubey            | Diana Lubey          | 21. Nov. 2006        | 3. Juli 2007                            | Charles Haid     | Sean Jablonski                |
| 57         | 13        | Reefer fka Santa Claus | Reefer               | 28. Nov. 2006        | 10. Juli 2007                           | Lyn Greene       | Lyn Greene & Richard Levine   |
| 58         | 14        | Willy Ward             | Willy Ward           | 5. Dez. 2006         | 17. Juli 2007                           | Michael M. Robin | Jennifer Salt                 |
| 59         | 15        | Gala Gallardo          | Gala Gallardo        | 12. Dez. 2006        | 24. Juli 2007                           | Ryan Murphy      | Ryan Murphy & Hank Chilton    |

## Staffel 5
Die Erstausstrahlung der fünften Staffel war vom 30. Oktober 2007 bis zum 9. März 2009 auf dem US-amerikanischen Kabelsender FX zu sehen. Die deutschsprachige Erstausstrahlung der ersten 14 Folgen sendete der deutsch-österreichische Pay-TV-Sender Premiere vom 5. März bis zum 4. Juni 2008. Die anderen 8 Folgen sendete der deutsch-österreichische Pay-TV-Sender Sky Cinema Hits vom 13. Juli bis zum 31. August 2009.
| Nr. (ges.) | Nr. (St.) | Deutscher Titel                    | Originaltitel                      | Erstausstrahlung USA | Deutschsprachige Erstausstrahlung (D/A) | Regie              | Drehbuch                    |
| ---------- | --------- | ---------------------------------- | ---------------------------------- | -------------------- | --------------------------------------- | ------------------ | --------------------------- |
| 60         | 1         | Carly Summers                      | Carly Summers                      | 30. Okt. 2007        | 5. März 2008                            | Charles Haid       | Ryan Murphy                 |
| 61         | 2         | Joyce & Sharon Monroe              | Joyce & Sharon Monroe              | 6. Nov. 2007         | 12. März 2008                           | Charles Haid       | Ryan Murphy                 |
| 62         | 3         | Everett Poe                        | Everett Poe                        | 13. Nov. 2007        | 19. März 2008                           | Richard Levine     | Lyn Greene & Richard Levine |
| 63         | 4         | Dawn Budge II                      | Dawn Budge II                      | 20. Nov. 2007        | 26. März 2008                           | Charles Haid       | Jennifer Salt               |
| 64         | 5         | Chaz Darling                       | Chaz Darling                       | 27. Nov. 2007        | 2. Apr. 2008                            | Sean Jablonski     | Sean Jablonski              |
| 65         | 6         | Damien Sands                       | Damien Sands                       | 4. Dez. 2007         | 9. Apr. 2008                            | Charles Haid       | Hank Chilton                |
| 66         | 7         | Dr. Joshua Lee                     | Dr. Joshua Lee                     | 11. Dez. 2007        | 16. Apr. 2008                           | Brad Falchuk       | Brad Falchuk                |
| 67         | 8         | Duke Collins                       | Duke Collins                       | 18. Dez. 2007        | 23. Apr. 2008                           | Elodie Keene       | Lyn Greene & Richard Levine |
| 68         | 9         | Rachel Ben Natan                   | Rachel Ben Natan                   | 15. Jan. 2008        | 30. Apr. 2008                           | Charles Haid       | Jennifer Salt               |
| 69         | 10        | Magda and Jeff                     | Magda & Jeff                       | 22. Jan. 2008        | 7. Mai 2008                             | Craig Zisk         | Hank Chilton                |
| 70         | 11        | Kyle Ainge                         | Kyle Ainge                         | 29. Jan. 2008        | 14. Mai 2008                            | Dirk Wallace Craft | Brad Falchuk & Hank Chilton |
| 71         | 12        | Lulu Grandiron                     | Lulu Grandiron                     | 5. Feb. 2008         | 21. Mai 2008                            | Brad Falchuk       | Brad Falchuk                |
| 72         | 13        | August Walden                      | August Walden                      | 12. Feb. 2008        | 28. Mai 2008                            | Sean Jablonski     | Sean Jablonski              |
| 73         | 14        | Candy Richards                     | Candy Richards                     | 19. Feb. 2008        | 4. Juni 2008                            | Richard Levine     | Jennifer Salt               |
| 74         | 15        | Ronnie Chase                       | Ronnie Chase                       | 6. Jan. 2009         | 13. Juli 2009                           | Brad Falchuk       | Ryan Murphy                 |
| 75         | 16        | Gene Shelly                        | Gene Shelly                        | 13. Jan. 2009        | 20. Juli 2009                           | Richard Levine     | Lyn Greene & Richard Levine |
| 76         | 17        | Roxy St. James                     | Roxy St. James                     | 27. Jan. 2009        | 27. Juli 2009                           | Lyn Greene         | Jennifer Salt               |
| 77         | 18        | Ricky Wells                        | Ricky Wells                        | 3. Feb. 2009         | 3. Aug. 2009                            | John Stuart Scott  | Brad Falchuk                |
| 78         | 19        | Manny Skerritt                     | Manny Skerritt                     | 10. Feb. 2009        | 10. Aug. 2009                           | Dirk Wallace Craft | Ryan Murphy                 |
| 79         | 20        | Budi Sabri                         | Budi Sabri                         | 17. Feb. 2009        | 17. Aug. 2009                           | Hank Chilton       | Ryan Murphy & Hank Chilton  |
| 80         | 21        | Allegra Caldarello                 | Allegra Caldarello                 | 24. Feb. 2009        | 24. Aug. 2009                           | Sean Jablonski     | Sean Jablonski              |
| 81         | 22        | Giselle Blaylock & Legend Chandler | Giselle Blaylock & Legend Chandler | 3. März 2009         | 31. Aug. 2009                           | Lyn Greene         | Lyn Greene & Richard Levine |

## Staffel 6
Die Erstausstrahlung der sechsten und letzten Staffel war vom 14. Oktober 2009 bis zum 9. März 2010 auf dem US-amerikanischen Kabelsender FX zu sehen. Die deutschsprachige Erstausstrahlung sendete der deutsch-österreichische Pay-TV-Sender Sky Cinema Hits vom 16. August bis zum 11. Oktober 2010.
| Nr. (ges.) | Nr. (St.) | Deutscher Titel          | Originaltitel          | Erstausstrahlung USA | Deutschsprachige Erstausstrahlung (D/A) | Regie             | Drehbuch                    |
| ---------- | --------- | ------------------------ | ---------------------- | -------------------- | --------------------------------------- | ----------------- | --------------------------- |
| 82         | 1         | Don Hoberman             | Don Hoberman           | 14. Okt. 2009        | 16. Aug. 2010                           | Brad Falchuk      | Ryan Murphy                 |
| 83         | 2         | Enigma                   | Enigma                 | 21. Okt. 2009        | 16. Aug. 2010                           | John Stuart Scott | Lyn Greene & Richard Levine |
| 84         | 3         | Briggette Reinholt       | Briggette Reinholt     | 28. Okt. 2009        | 23. Aug. 2010                           | Dirk Craft        | Sean Jablonski              |
| 85         | 4         | Jenny Juggs              | Jenny Juggs            | 4. Nov. 2009         | 23. Aug. 2010                           | Jesse Bochco      | Jennifer Salt               |
| 86         | 5         | Abigail Sullivan         | Abigail Sullivan       | 11. Nov. 2009        | 30. Aug. 2010                           | John Stuart Scott | Brad Falchuk                |
| 87         | 6         | Alexis Stone             | Alexis Stone           | 18. Nov. 2009        | 30. Aug. 2010                           | Tim Hunter        | Hank Chilton                |
| 88         | 7         | Alexis Stone II          | Alexis Stone II        | 25. Nov. 2009        | 6. Sep. 2010                            | John Stuart Scott | Ryan Murphy                 |
| 89         | 8         | Lola Wlodkowski          | Lola Wlodkowski        | 2. Dez. 2009         | 6. Sep. 2010                            | Eric Stoltz       | Lyn Greene & Richard Levine |
| 90         | 9         | Benny Nilsson            | Benny Nilsson          | 9. Dez. 2009         | 13. Sep. 2010                           | John Stuart Scott | Sean Jablonski              |
| 91         | 10        | Wesley Clovis            | Wesley Clovis          | 16. Dez. 2009        | 13. Sep. 2010                           | Tate Donovan      | Jennifer Salt               |
| 92         | 11        | Dan Daly                 | Dan Daley              | 6. Jan. 2010         | 20. Sep. 2010                           | Elodie Keene      | Ryan Murphy                 |
| 93         | 12        | Willow Banks             | Willow Banks           | 13. Jan. 2010        | 20. Sep. 2010                           | Tim Hunter        | Brad Falchuk                |
| 94         | 13        | Joel Seabrook            | Joel Seabrook          | 20. Jan. 2010        | 27. Sep. 2010                           | Tate Donovan      | Hank Chilton                |
| 95         | 14        | Sheila Carlton           | Sheila Carlton         | 27. Jan. 2010        | 27. Sep. 2010                           | Craig Zisk        | Lyn Greene & Richard Levine |
| 96         | 15        | Virginia Hayes           | Virginia Hayes         | 3. Feb. 2010         | 4. Okt. 2010                            | Hank Chilton      | Hank Chilton                |
| 97         | 16        | Dr. Griffin              | Dr. Griffin            | 10. Feb. 2010        | 4. Okt. 2010                            | Tim Hunter        | Jennifer Salt               |
| 98         | 17        | Christian Troy II        | Christian Troy II      | 17. Feb. 2010        | 11. Okt. 2010                           | Diana Valentine   | Sean Jablonski              |
| 99         | 18        | Walter and Edith Krieger | Walter & Edith Krieger | 24. Feb. 2010        | 11. Okt. 2010                           | Dirk Craft        | Brad Falchuk                |
| 100        | 19        | Hiro Yoshimura           | Hiro Yoshimura         | 3. März 2010         | 11. Okt. 2010                           | John Stuart Scott | Ryan Murphy                 |